# Эль-Аюн — Буждур — Сегиет-эль-Хамра
Эль-Аюн — Буждур — Сегиет-эль-Хамра (араб. العيون بوجدور الساقية الحمراء‎) — одна из шестнадцати бывших областей Марокко. Территория 139 480 км² с населением 256 152 чел. (перепись 2004). Административный центр — город Эль-Аюн. Большая часть области была расположена на территории Западной Сахары и подконтрольна марокканской администрации, небольшая территория на востоке контролировалась Фронтом Полисарио. В сентябре 2015 объединена с провинцией Эс-Смара бывшей области Гулимин-Эс-Смара в новую область Эль-Аюн — Сегиет-эль-Хамра.

## Этимология
Название дано по двум провинциям области, Эль-Аюн и Буждур, а также по исторической области, входившей в состав Западной Сахары, Сегиет-эль-Хамра. Название последней, в свою очередь, дано по одноимённой реке.

## Административное деление
Область состояла из 3-х провинций:
- Провинция Буждур
- Провинция Эль-Аюн
- Провинция Тарфая